# Alignan-du-Vent
Alignan-du-Vent è un comune francese di 1 538 abitanti situato nel dipartimento dell'Hérault nella regione dell'Occitania.

## Società

### Evoluzione demografica
Abitanti censiti